# Койямбуну, Габриэль
Габриэль Жан-Эдуард Койямбуну (фр. Gabriel Koyambounou; 1947, Банги, Французская Экваториальная Африка) — политический и государственный деятель Центральноафриканской Республики, премьер-министр ЦАР (12 апреля 1995 — 6 июня 1996).

## Биография
Окончил Университет Феликса-Уфуэ-Буаньи в Абиджане и Национальную экологическую школу в Нёйи-сюр-Сен. Работал делопроизводителем.
Член партии «Движение за освобождение народа Центральной Африки». Был вице-президентом Движения.
В 1995 году при президенте Анже-Феликсе Патассе, занял пост премьер-министра после увольнения кабинета Жана-Люка Мандабы, обвиненного в коррупции. Позже до 2003 года работал министром почты и связи. 
После переворота 2003 года потерял министерское кресло и скрывался в посольстве в Банги. 
Кроме того возглавлял национальную федерацию гандбола. В декабре 2004 года был обвинён в нецелевом использовании государственных средств. В 2006 году президент Франсуа Бозизе назначил его вице-президентом и генеральным инспектором президентской канцелярии.
Впоследствии был заключён в тюрьму и освобожден в 2012 году